# Três Horas de Petrópolis
Três Horas de Petrópolis foi uma corrida automobilista que aconteceu no dia 21 de julho de 1968 no circuito de rua Cidade de Petrópolis.
Este evento ficou marcado por ter sido a última competição de automobilismo que ocorreu na cidade, por conta da morte de dois pilotos que morreram nesta prova.

## O Evento
A competição teve uma prova de estreantes em homenagem ao “Guarda Rodoviário” e uma prova oficial denominada “Três horas de Petrópolis”, válida para o campeonato brasileiro na contagem de pontos, sendo a corrida da cidade a terceira prova nacional do certame.
A transmissão da corrida ocorreu via rádio, para todo o Brasil.
Entre os inscritos, estavam Chico Landi e José Carlos Pace.
- Traçado oficial do circuito: largada na av. XV de Novembro (lado par), praça D. Pedro II (atual praça dos expedicionários), av. VII de setembro (em frente ao museu Imperial), av. Tiradentes (passando em frente a Catedral), praça Princesa Isabel (contornando-a e entrando à direita para a av. Ipiranga), av. Ipiranga, rua Alberto Torres, rua Mal. Floriano Peixoto e, novamente av. XV de Novembro, ficando os boxes, palanque oficial e serviços baseados onde é a atual praça da Inconfidência (em frente a atual estação rodoviária).

### As Provas
1ª provaRealizada em 15 voltas para os estreantes
- vencida pelo piloto José Bravo com o carro nº 76.

2ª provaTRÊS HORAS DE PETRÓPOLIS.
- Acidentes: Treino de Classificação: carro nº 13 de Sérgio Cardoso, e  carro nº 61 de Aloísio Kreischer

Em corrida: Na 2ª volta, na rua Floriano Peixoto o carro nº 21 de Carol Figueiredo derrapou e capotou, indo bater em um poste onde acabou incendiado e o piloto gravemente ferido.
Alguns instantes depois, o carro do Corpo de Bombeiros deixava seu posto. O “bandeira” Joaquim Carlos Telles de Mattos Filho, o Cacaio, tentava socorrer Carol Figueiredo, avisando os pilotos que vinham atrás, foi colhido violentamente pelo Mark II nº 47 de Luiz Pereira Bueno sendo atendido imediatamente e levado ao PS em estado grave.
A confusão gerada pelo acidente e pelas bandeiras amarelas e ainda pela invasão dos membros das equipes e do público foi a causa principal da suspensão da prova pelo delegado Péricles Gonçalves (11ª delegacia da região policial) temendo novos e graves acidentes, distribuindo nota à Imprensa; porém ficando na dependência oficial de decisão da Comissão Técnica da Federação Brasileira de Automobilismo, que mais tarde a acatou.
A morte do piloto Sérgio Cardoso foi confirmada na manhã de domingo, 21 de julho.